# Super Mostri
Super Mostri è stata una serie di cartoni animati prodotta tra il 2017 ed il 2021.
La serie è composta da quattro stagioni e sei speciali.

## Trama
La serie narra di alcuni allievi mostri che vanno in un asilo nella città immaginaria di Pitchfork Pines. I Super Mostri sono dei bambini normali ma, al tramonto del sole, si trasformano in Super Mostri, per poi ritrasformarsi in bambini normali all'alba successiva. Così, durante la notte, possono dare sfogo ai loro poteri ed imparare ad usarli, i loro maestri li guideranno proprio in questo.

## Protagonisti

### Principali

#### I Super Mostri
- Cleo è una mummia di quattro anni, ha il potere di creare delle tempeste di sabbia e dei tornado, è potenziata da un hoverboard. Voce originaria di Elyse Maloway
- Drac è un vampiro di quattro anni, figlio del conte Dracula, ha la facolta di volare, si può teletrasportare. Voce originaria di Vincent Tong
- Frankie è il figlio di Frankenstein, ha quattro anni, ha una forza sovrumana e ha una super-pestata del piede, può inoltre diventare più grande del normale e ritrasformarsi nella sua taglia normale. Voce originaria di Erin Mathews
- Katya è una strega di quattro anni, usa incantesimi da strega con cui è spesso in difficoltà. Voce originaria di Andrea Libman
- Lobo è un lupo mannaro di tre anni, ha il potere della super-velocità. Voce originaria di Alessandro Juliani
- Zoe è uno zombie di quattro anni, ha la vista a raggi X, può attraversare i muri e può aiutare i suoi amici Super Mostri ad attraversare i muri soltanto tenendoli per mano. Voce originaria di Nicole Anthony
- Spike è un drago di tre anni, può controllare e respirare le nuvole, è potenziato per poter volare, voce originaria di Diana Kaarina
- Vida è un teschio, è l'ultima arrivata, viene dalla città immaginaria di Ciudad Monstruo, ha la facoltà di far crescere le piante con i suoi super-poteri. Voce originaria di Gigi Sal Guerrero

#### I professori
- Igor: ha i capelli, dei folti baffi ed una lunga barba bianchi, ha gli occhi azzurri è piuttosto anziano. Voce originaria di Ian James Corlett
- Miss Mina:  ha i capelli scuri, snella, ha gli occhi castani, cordiale e simpatica, piuttosto giovane. Voce originaria di Nicole Anthony

### Secondari

#### Principali protagonisti ricorrenti
- Luigi è un orco-cuoco napoletano, profuma di pizza, è specializzato in pizze, calzoni e cucina italiana. Voce originaria di Ian James Corlett
- I genitori dei Super Mostri
- Grrrbus è lo scuolabus dei Super Mostri
- Rocky è un gargoil. Voce originaria di Asia Mattu
- Babbo Natale, con le sue renne, porta i doni ai Super Mostri ed agli abitanti della città dell'asilo dei Super Mostri (Pitchfork Pines)
- Victoria è un organo teatrale con tanto di bocca sorridente per esprimere le proprie emozioni

## Episodi
| Stagioni          | Episodi | Anno            |
| ----------------- | ------- | --------------- |
| 1                 | 10      | 13 ottobre 2017 |
| 2                 | 6       | 5 ottobre 2018  |
| 3 (prima parte)   | 2       | 5 ottobre 2018  |
| 3 (seconda parte) | 2       | 16 aprile 2019  |
| 4                 | 6       | 4 ottobre 2019  |
| Speciali          | 2       | 4 ottobre 2019  |
| Speciali          | 3       | 1 agosto 2020   |
| Speciali          | 1       | 1 giugno 2021   |

### Stagione 1 (2017)
| Numero episodio progressivo | Numero episodio della stagione | Titolo originale                                      | Scritto da                                   | Regia                             |
| --------------------------- | ------------------------------ | ----------------------------------------------------- | -------------------------------------------- | --------------------------------- |
| 1                           | 1                              | "Meet the Super Monsters / Vampires Don't Dance"      | Kaaren Lee Brown / Noelle Wright             | Barry Karnowski / Dustin McKenzie |
| 2                           | 2                              | "Borrowed Trouble / Spell Help"                       | Evan Gore & Heather Lombard / Corey Powell   | Jimmy Tu / Jake Joice             |
| 3                           | 3                              | "Safety Fur All / Even Super Monsters Need Manners"   | Kati Rocky / Brad Birch                      | Dustin McKenzie / Jimmy Tu        |
| 4                           | 4                              | "Monsters at the Museum / The Lost and the Furry One" | Brad Birch / Evan Gore & Heather Lombard     | Jimmy Tu / Dustin McKenzie        |
| 5                           | 5                              | "Once in a Blue Moon / Zombie Eyes Surprise"          | Kati Rocky / Michael Ryan                    | Jake Joice / Steve Sacks          |
| 6                           | 6                              | "Training Bristles / Team of One"                     | Robert N. Skir / Evan Gore & Heather Lombard | Sylvain Blais / Barry Karnowski   |
| 7                           | 7                              | "Glorb the Gobbler / Petting Zoo Hullabaloo"          | Noelle Wright / Kati Rocky                   | Steve Sacks / Jake Joice          |
| 8                           | 8                              | "Practice Makes Perfect / Henri in Boots"             | Michael Ryan / Robert N. Skir                | Sylvain Blais / Dustin McKenzie   |
| 9                           | 9                              | "Oh My, Pizza Pie / Never Cry Werewolf"               | Noelle Wright / Robert N. Skir               | Barry Karnowski / Steve Sacks     |
| 10                          | 10                             | "Tricks Before Treats / Halloween Extravaganza"       | Noelle Wright                                | Sylvain Blais                     |

### Stagione 2 (2018)
| Numero episodio progressivo | Numero episodio della stagione | Titolo originale                                        | Scritto da                                  | Regia                           |
| --------------------------- | ------------------------------ | ------------------------------------------------------- | ------------------------------------------- | ------------------------------- |
| 11                          | 1                              | "Cleo Has the Answers / Spike the Scavenger"            | Evan Gore & Heather Lombard / Noelle Wright | Emma Milligen / Alexis Sugden   |
| 12                          | 2                              | "Cure for the Witchy-Ups / Stage Fright Tonight"        | Corey Powell / Robert N. Skir               | Wade Cross / Quinn Lincoln      |
| 13                          | 3                              | "The Runaway Gargoyle / Project Little Wings"           | Evan Gore & Heather Lombard / Corey Powell  | April Napady / Ben Driedger     |
| 14                          | 4                              | "Superpowers Swap / Monster-preciation Night"           | Robert N. Skir / Noelle Wright              | Chris Pearson / Jimmy Tu        |
| 15                          | 5                              | "No Moon, No Matter / Misadventures in Monster-Sitting" | Robert N. Skir / Corey Powell               | Alexis Sugden / Dustin McKenzie |
| 16                          | 6                              | "Grrbus, the School Bus / The Night Nibbler"            | Evan Gore & Heather Lombard / Noelle Wright | Quinn Lincoln / Wade Cross      |

### Stagione 3 (2018-2019)
| Numero episodio progressivo | Numero episodio della stagione | Titolo originale                   | Scritto da                                                         | Regia |
| --------------------------- | ------------------------------ | ---------------------------------- | ------------------------------------------------------------------ | --- |
| 17                          | 1                              | "Super Monsters Save Halloween"    | Kaaren Lee Brown (Parte 1), Evan Gore ed Heather Lombard (Parte 2) | Emma Milligen e Daniel Rojas |
| 18                          | 2                              | "Super Monsters and The Wish Star" | Evan Gore ed Heather Lombard (Parte 1), Robert N. Skir (Parte 2)   | April Napady e Ben Driedger |
| 19                          | 3                              | "Super Monsters: Furever Friends"  | Kaaren Lee Brown                                                   | Jimmy Tu ed Emma Milligen (Parti 1 e 2), Daniel Rojas e Dustin McKenzie (Parti 3 e 4), Alexis Sugden e Wade Cross (Parti 5 e 6) |
| 20                          | 4                              | "Super Monsters Back to School"    | Corey Powell                                                       | Quinn Lincoln e Daniel Rojas |

### Stagione 4 (2019)
| Numero episodio progressivo | Numero episodio della stagione | Titolo originale                                      | Scritto da                                         | Regia                             |
| --------------------------- | ------------------------------ | ----------------------------------------------------- | -------------------------------------------------- | --------------------------------- |
| 21                          | 1                              | "Moonlight Melody / The Impossible Seed"              | Robert N. Skir / Latoya Raveneau                   | Dustin McKenzie / Jimmy Tu        |
| 22                          | 2                              | "Monster Heart-Friend Night"                          | Kaaren Lee Brown (Parte 1), Kerry Glover (Parte 2) | April Napady ed Emma Milligen     |
| 23                          | 3                              | "Lost Among the Pines / A Mermaid in Pitchfork Pines" | Bernie Ancheta / Corey Powell                      | Mitchel Kennedy / Dustin McKenzie |
| 24                          | 4                              | "Putting on a Show"                                   | Robert N. Skir                                     | Jimmy Tu ed Emma Milligen         |
| 25                          | 5                              | "Green With Envy / Oops, We Shrunk the Cars"          | Latoya Raveneau / Bernie Ancheta                   | Mitchel Kennedy / Kevin Worth     |
| 26                          | 6                              | "An Ogre in Pitchfork Pines"                          | Kaaren Lee Brown                                   | Jimmy Tu e Mitchel Kennedy        |

### Speciali
| Numero episodio progressivo | Numero episodio della stagione | Titolo originale                                | Scritto da                    | Regia                                         |
| --------------------------- | ------------------------------ | ----------------------------------------------- | ----------------------------- | --------------------------------------------- |
| 27                          | Speciale 1                     | "Super Monsters: Vida's First Halloween"        | Bernie Ancheta                | Ben Driedger ed Emma Milligen                 |
| 28                          | Speciale 2                     | "Super Monsters Save Christmas"                 | M.J. Offen e Kaaren Lee Brown | Jimmy Tu e Mitchel Kennedy                    |
| 29                          | Speciale 3                     | "Super Monsters: The New Class"                 | Noelle Wright                 | Mitchel Kennedy e Quinn Lincoln               |
| 30                          | Speciale 4                     | "Super Monsters: Dia De Los Monsters"           | Bernie Ancheta                | Alexis Sugden, Andrew Hudec e Mitchel Kennedy |
| 31                          | Speciale 5                     | "Super Monsters: Santa's Super Monster Helpers" | Kaaren Lee Brown              | Chris Pearson e Affy LaFond                   |
| 32                          | Speciale 6                     | "Super Monsters: Once Upon a Rhyme"             | Robert N. Skir                | Daniel Rojas e Chris Pearson                  |

## Spin-off
- Super Monsters Monster Pet, in produzione dal 2019 con sole cinque puntate.[1]
- Super Monsters Monster Party, in produzione dal 2018 con soli quattro episodi.[2]